# ホワイトボード

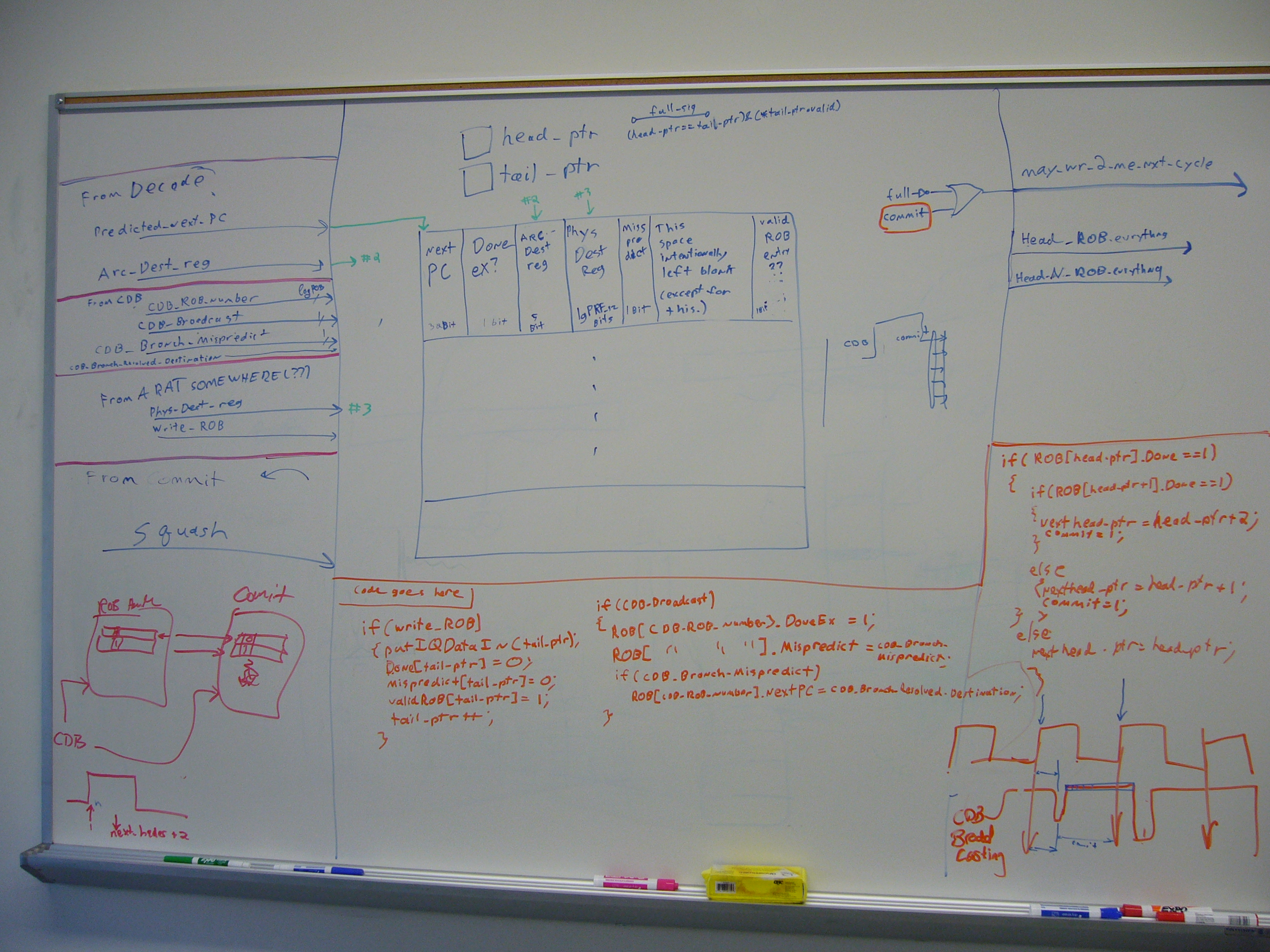
ホワイトボードの一例

ホワイトボードは連絡用の掲示板などに使われる、滑らかなつやのある白い板。白板（はくばん）ともいう。
ホワイトボードの表面は琺瑯や磁器の鉄鋼などでコーティングされている窯業製品である。この上に、インクを使うホワイトボードマーカー（色は黒、赤、青が中心）を使って書く。このマーカーは通常のマジックペンと異なって剥離剤が含まれており、筆跡とホワイトボードの間に剥離剤の層が形成されることで、乾いた布で拭くと簡単に筆跡を拭き取れるため、何度も繰り返して書き消せる。なお、透明な剥離剤層が残った場合は水拭きで清掃できる。ホワイトボードは、マーカーと字消し（柔らかい芯にフェルト布を巻き付けて字を消しやすくしたものが主）をセットにして販売されることが多い。
ホワイトボードの登場以前は、黒板が連絡用の掲示板として主流だった。しかし、黒板に使われるチョークは筆記の際に出る粉で手が汚れるうえ、吸引による健康被害が騒がれ始めたため、筆記の際に粉が出ず手も汚れにくいホワイトボードが1985年頃から一般的になり始めた。
黒板と違って粉が出ず清潔に保ちやすい、紙に書くのと同様に見えるなどの利点を持つ一方、光を反射しやすいという欠点も持つ。
鉄を芯材に用いているホワイトボードには磁石がくっつくため、連絡プリントを挟んで一緒に掲示したり、字消しとマーカーを磁石でくっつけておけるので便利である。日程表などで用いられるホワイトボードには、最初から日付や予定などを書く欄が黒色の枠で描かれている。
間違って油性のマジックペンを使うと、字が消えなかったり黒く跡が残ったりすることがあるが、上からホワイトボードマーカーで字をなぞって消すと、きれいに字が消える。

## 歴史
ホワイドボードの開発には紆余曲折あり、現在のようなボードと専用マーカーのセットが普及するのは1980年代以降とされる。
1930年代頃にはカーボン製の黒いチョークを用いる「白い黒板」が作られていたが、これは黒いチョークを用いたことによって視認性に優れる一方、周囲が汚れやすい点が不評であった。
現代的なホワイトボードの重要な発明とされるものには、1950年代にアメリカの写真家マーティン・ハイト (Martin Heit) がネガフィルムへの書き込みが容易に消せることを発見し、これを応用した特許をドライマーク社に売却したもの、また1960年代に同国の鉄鋼会社に勤務していたイギリスのアルバート・スタリオン (Albert Stallion) が開発した、鉄板をエナメル加工したものが挙げられる。
ボードへの定着を防ぐことで容易に拭き取り可能な専用マーカーの重要な発明には、1970年代のアメリカのジェローム・ウルフ (Jerome Woolf) と、日本のパイロットコーポレーションによるものが挙げられる。

## 関連製品
他に下記のような製品が存在する。
- 鉄を心材としているパーティションに磁力で貼り付けるシートタイプの製品
- 静電気の力で貼り付けるシートタイプの製品
- アルミホーロ黒板

## 付加機能製品
ホワイトボードに、別の機材を付加して、機能を増やした製品。
コピーボード
ホワイトボードに書かれた情報をスキャナーで読み取り、印刷したりデータ化してUSBフラッシュドライブに保存したり、ネットワークに接続して送信したりすることができる。
インタラクティブ・ホワイトボード
ホワイトボードに書かれた情報をスキャナーやカメラやタッチスクリーンで読み取り、データ化して送信したり、別のデータを投影したりすることができる。